# František X. Halas
František Xaver Halas (18. října 1937 Praha – 24. listopadu 2023) byl český diplomat, překladatel a historik specializující se na církevní dějiny. Od r. 2010 byl emeritním profesorem na Cyrilometodějské teologické fakultě UP v Olomouci. Byl posledním československým (1990–1993) a prvním českým (1993–1999) velvyslancem u Svatého stolce. Byl synem českého básníka Františka Halase.

## Život
V letech 1960–1967 byl zaměstnán v Pedagogickém muzeu Jana Amose Komenského v Praze. Vystudoval obor historie na FF UK v Praze a v roce 1970 získal tamtéž doktorát filozofie. V letech 1967–1990 působil v kabinetu pro dějiny Filozofické fakulty UJEP, dnes Masarykova univerzita v Brně.
Od roku 1980 začal s manželkou pracovat na českém překladu Jeruzalémské bible (z francouzštiny). Jejich úsilí bylo téměř po 30 letech završeno jednosvazkovým vydáním tohoto překladu bible v roce 2009.
V letech 1990–1999 byl velvyslancem ve Vatikáně a při Svrchovaném maltézském řádu a při republice San Marino. V roce 1993 získal vědeckou hodnost kandidát historických věd (veškeré náležitosti ovšem splnil již v roce 1977). Od roku 1999 přednášel na Cyrilometodějské teologické fakultě UP v Olomouci, katedře církevních dějin a dějin církevního umění. V roce 2000 zde byl jmenován docentem teologie (v rámci sloučení oborů církevní dějiny a teologie). V roce 2006 se stal profesorem církevních dějin, od roku 2010 emeritním profesorem.
Ve svých pracích se zaměřoval především na církevní dějiny, zejména české a novodobé, a dějiny diplomacie a mezinárodních vztahů. Je autorem knihy Fenomén Vatikán, která představuje nejucelenější českou monografii zabývající se podrobně Vatikánem a papežským úřadem. Působil jako ředitel Diecézního teologického institutu královéhradecké diecéze.
Jeho manželkou byla překladatelka a filoložka Dagmar Halasová, rozená Pojerová (9. listopadu 1938 Brno – 20. května 2024), s níž žil v Brně.

## Dílo
Profesní životopis a přehled jeho publikační činnosti je k dispozici na stránkách CMTF UP.

### Monografie
- Venia docendi, Brno, Filozofická fakulta UJEP 1982, 26 s.
- Kontinuita a diskontinuita v českém měšťanském dějepisectví 1618–1648 (disertační práce)
- Soupis korespondence J. E. Purkyně, Praha, Academia 1987, 284 s. (vyznamenáno cenou Českého literárního fondu za rok 1987)
- Co je Jeruzalémská bible a proč by se měl vydat její překlad do češtiny? Brno, Petrov 1991, 38 s. (napsáno r. 1982)
- Neklidné vztahy (k jednomu aspektu výročí 28. října 1918) Svitavy, Trinitas 1998, 101 s. (113. svazek edice Studium – Křesťanská akademie Řím)
- Dějiny vztahů českého národa ke křesťanství (habilitační spis)
- Vztahy mezi státem a církví z hlediska jejich mezinárodního rozměru, Olomouc, CMTF UP, 2000, 72 s., ISBN 80-244-0421-4
- Fenomén Vatikán – idea, dějiny a současnost papežství diplomacie Svatého stolce – České země a Vatikán, Centrum pro studium demokracie a kultury Brno 2004, 759 s., ISBN 80-7325-034-9

### Edice
(F. X. Halas, František Jordán) Dokumenty k dějinám Masarykovy univerzity v Brně, (edice), Brno, Masarykova univerzita 1994, I.– 442 s., 1995, II. – 354 s.

### Překlady
F.X. Halas překládá většinou ve spolupráci se svou manželkou Dagmar.
- Julien Green, Každý ve své noci, Praha, Mladá fronta 1970
- Julien Green, Varuna, Praha, Vyšehrad 1970
- Paul Chauchard, Věda a smysl života, Praha, Vyšehrad 1971
- Jules Barbey d'Aurevilly, Rytíř Des Touches, Praha, Vyšehrad 1974
- G. Arpino, P. Lecaldano, Rembrandt, Praha, Odeon 1980
- G. Artieri, D. Vallierová, Henri Rousseau, Praha, Odeon 1980
- R. Huyghe, P. Bianconi, Vermeer, Praha, Odeon 1981
- Marcel Pagnol, Živá voda, Praha, Odeon 1981
- P. Lecaldano, Vincent van Gogh, Praha, Odeon 1986
- Julien Green, Mont-Cinère, Praha, Odeon 1988
- Jean Guitton, Mlčení o podstatném, Brno, Petrov 1992
- Henri Grialou, Tvá láska rostla se mnou (sv. Terezie z Lisieux), Kostelní Vydří, Karmelitánské nakladatelství 1997
- Jeruzalémská bible (Svatá bible vydaná jeruzalémskou biblickou školou), I–XI, Praha, Krystal 1992–2008

F. X. Halas také přeložil několik desítek kratších textů z oboru beletrie, historie, dějin umění a teologie, které byly vydány časopisecky (teologické texty zejm. v MKR Communio, česká verze).